# Grootvadertje Vorst

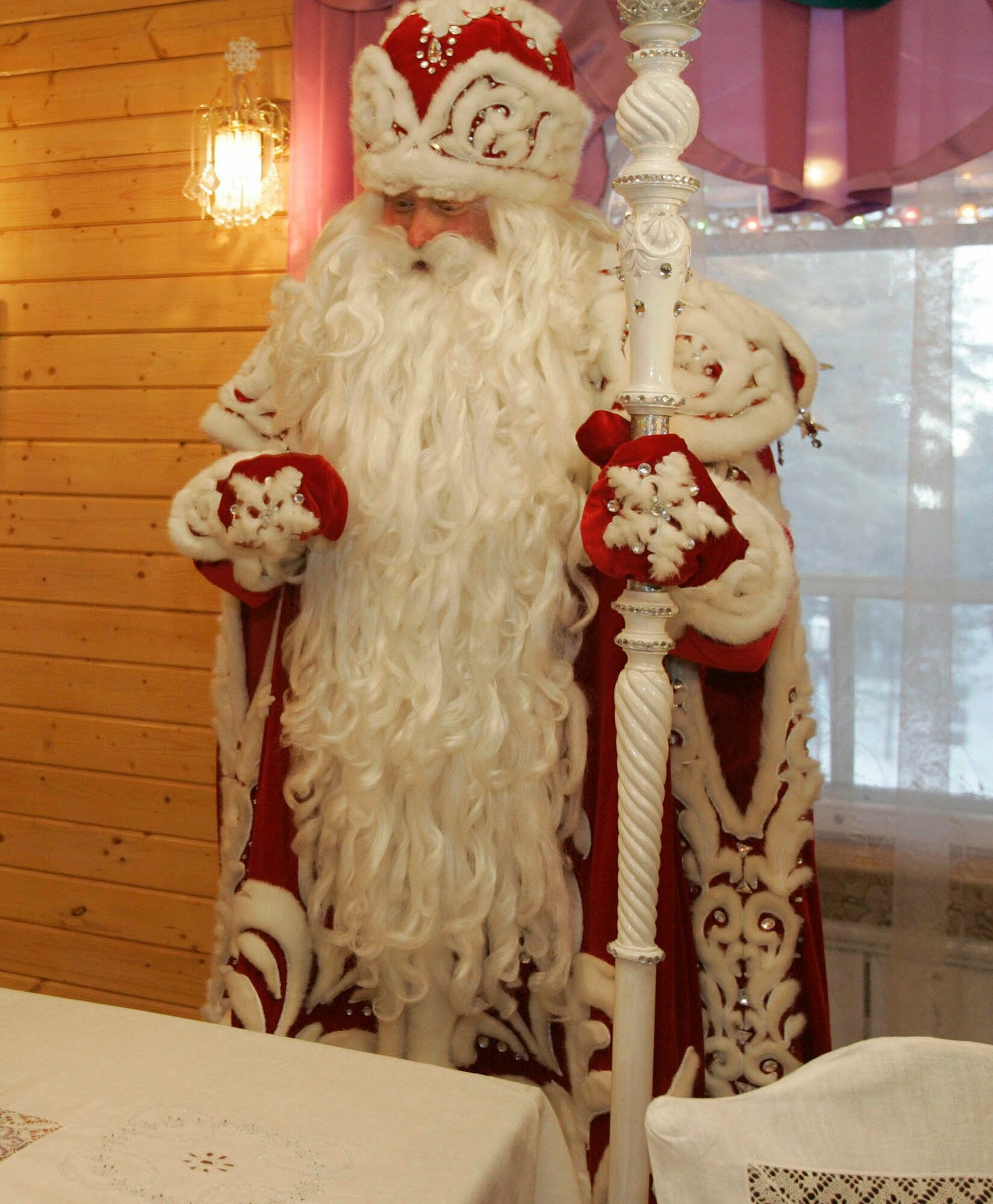
Grootvadertje Vorst in zijn residentie bij Veliki Oestjoeg

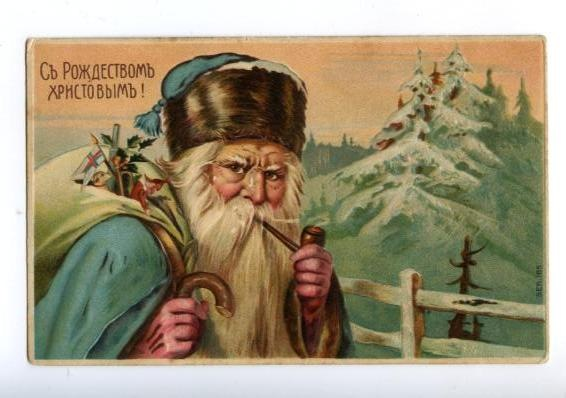
Ded Moroz

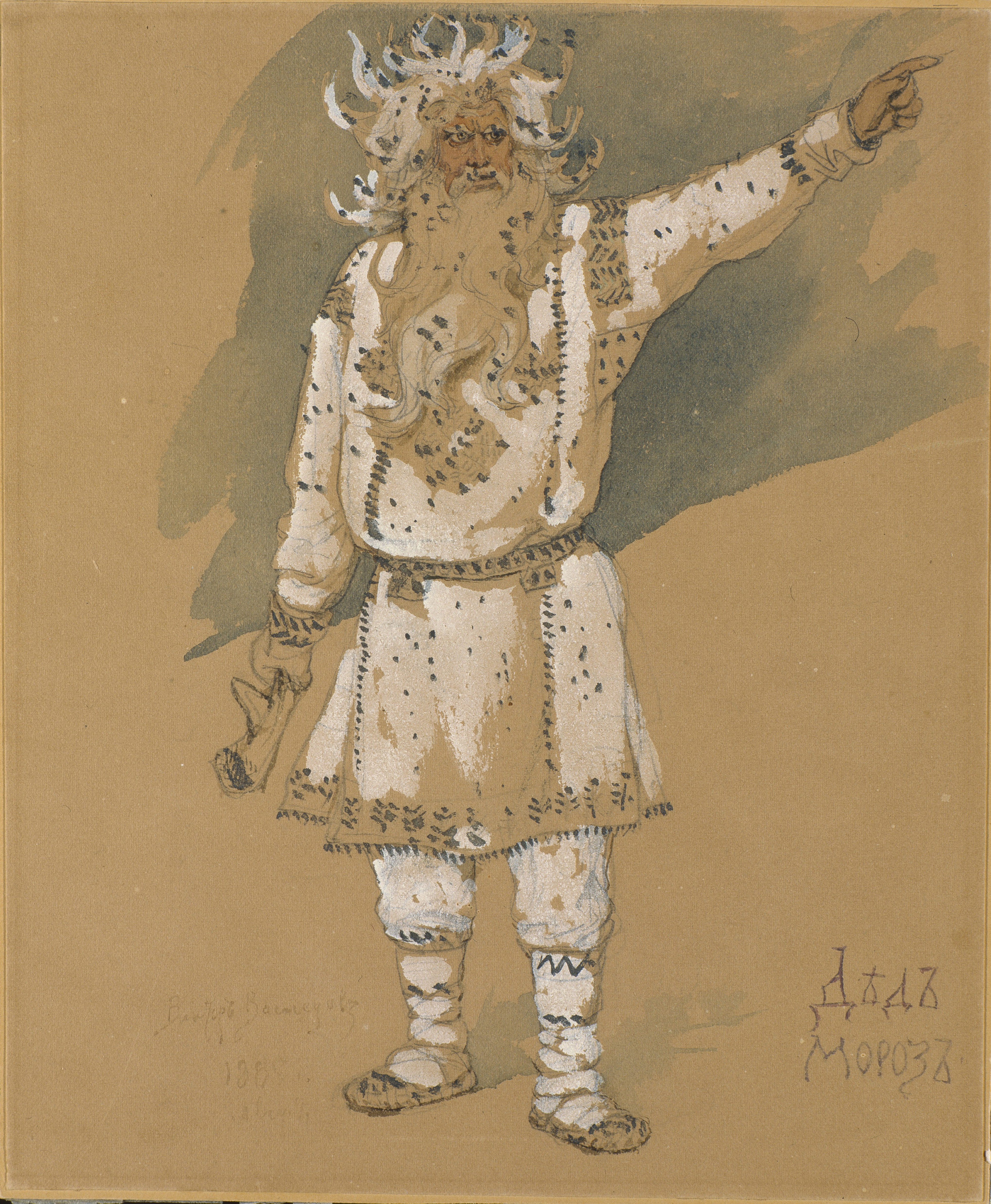
Grootvadertje Vorst (Viktor Vasnetsov, 1885)

Grootvadertje Vorst (Russisch: Дед Мороз; Ded Moroz ('ded' = "grootvader"; 'moroz' = "vorst"), Oekraïens: Дід Мороз; Did Moroz), ook wel vertaald als Vadertje Vorst of Vadertje Winter, is een mythische figuur van enkele Slavische culturen. Vadertje Winter speelt in die culturen een rol die overeenkomt met die van de Kerstman.

## Achtergrond
Op 31 december brengt Vadertje Winter cadeaus rond in Rusland, Wit-Rusland en Oekraïne. Alle kinderen krijgen van Vadertje Winter en zijn kleindochter Snegoerotsjka (Russisch: Снегурочка) geschenken.
Volgens de hedendaagse voorstelling van Vadertje Winter heeft hij een lange, witte baard en draagt een magische staf. De staf kan alles wat hij aanraakt bevriezen. Vadertje Winter woont diep in de taiga, is zeer verbonden met de natuur, reist in een door drie schimmels of rendieren getrokken slee - de trojka - en draagt een grijs met blauwe bontjas, die kan echter ook geel, groen of rood zijn.
In tegenstelling tot het vandaag de dag in Rusland wijdverbreide idee dat Vadertje Winter al millennialang voor de verdeling van geschenken verantwoordelijk is, is hij in werkelijkheid net als de westerse Kerstman een in de 20e eeuw ingevoerde versie van Sint-Nicolaas.
Oorspronkelijk was Vadertje Winter een soort personificatie van de winter. Hij is ontstaan als tijdens het Jolka-feest geschenken rondbrengende persoon in de jaren twintig van de 20ste eeuw. Het Jolka-feest moest een atheïstische vervanger van het Russisch-orthodoxe kerstfeest worden.
In Oezbekistan mag Grootvadertje Vorst niet langer op tv te zien zijn om de Oezbeekse cultuur te beschermen tegen buitenlandse invloeden.

## Zie ook

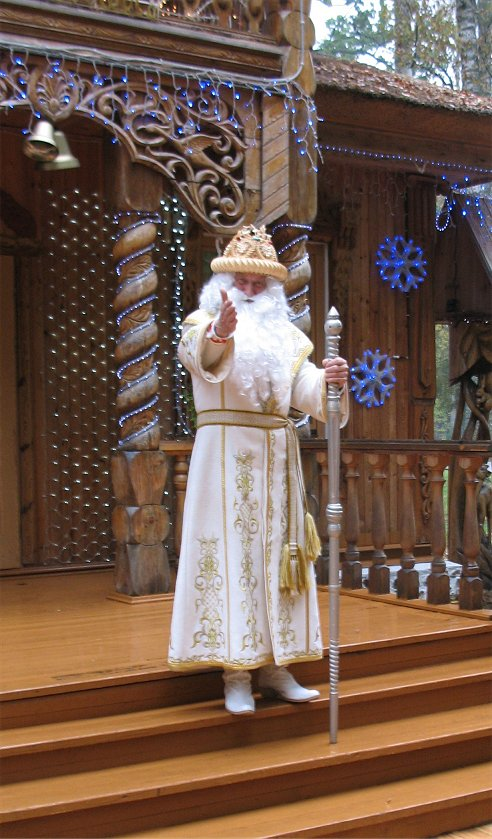
Grootvadertje Vorst in Wit-Rusland
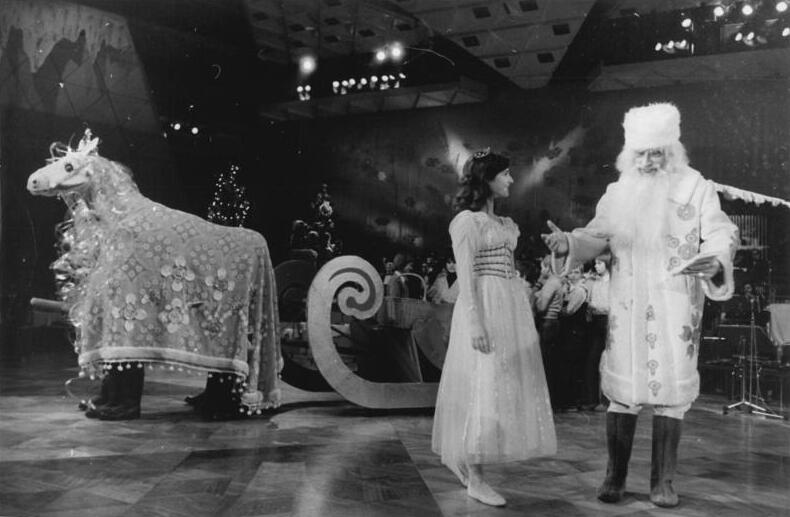
Snegoerotsjka en Grootvadertje Vorst tijdens een staatsfestival in Berlijn (1976)
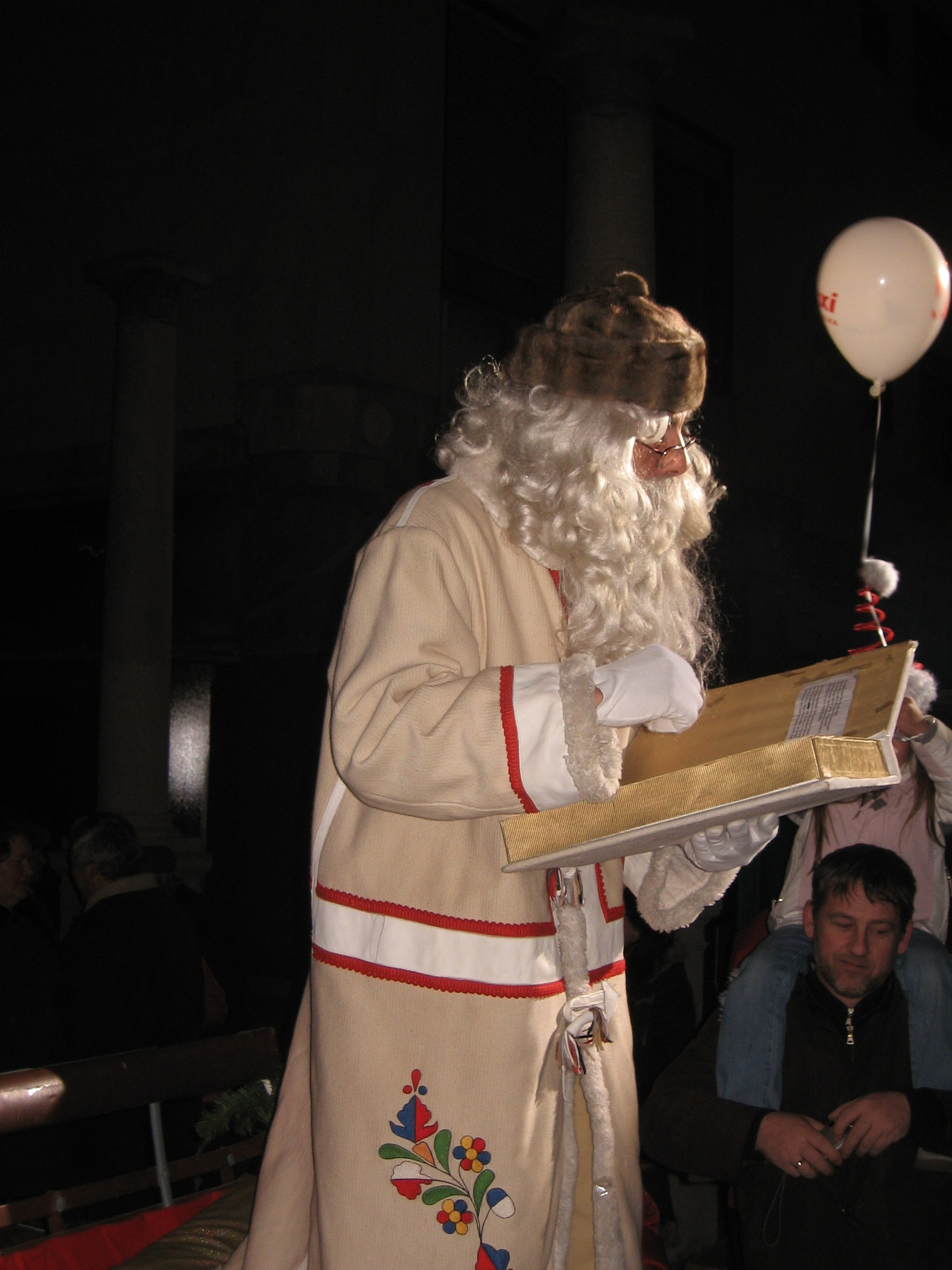
De Sloveense Dedek Mraz
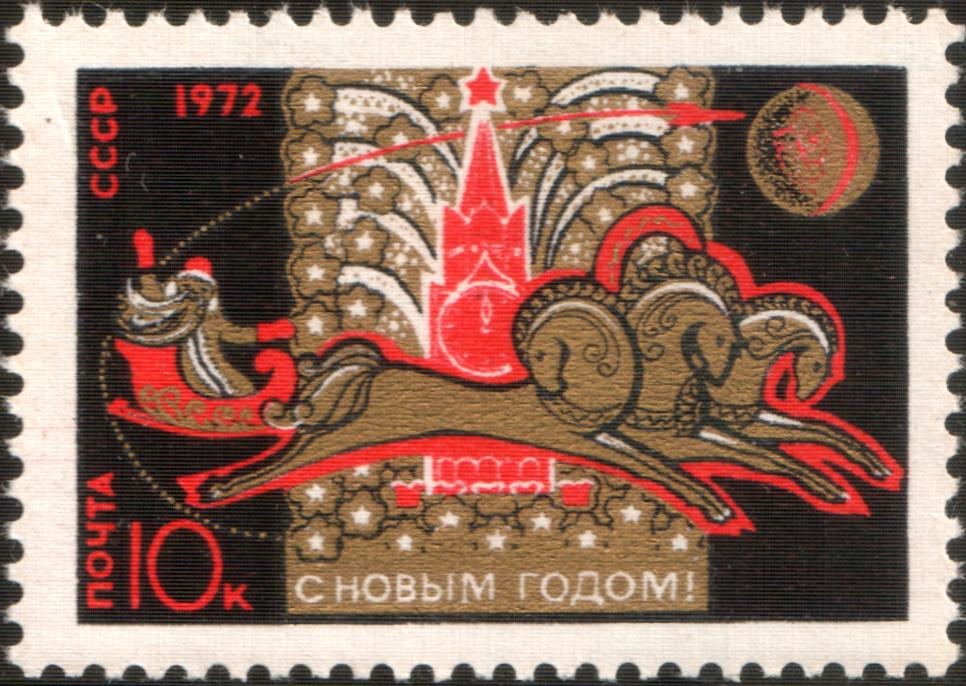
Vadertje Winter op een arrenslee getrokken door drie schimmels
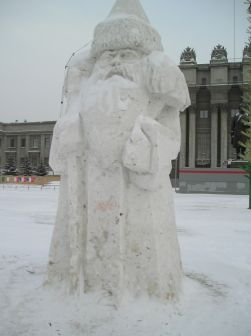
Vadertje Vorst als sneeuwpop
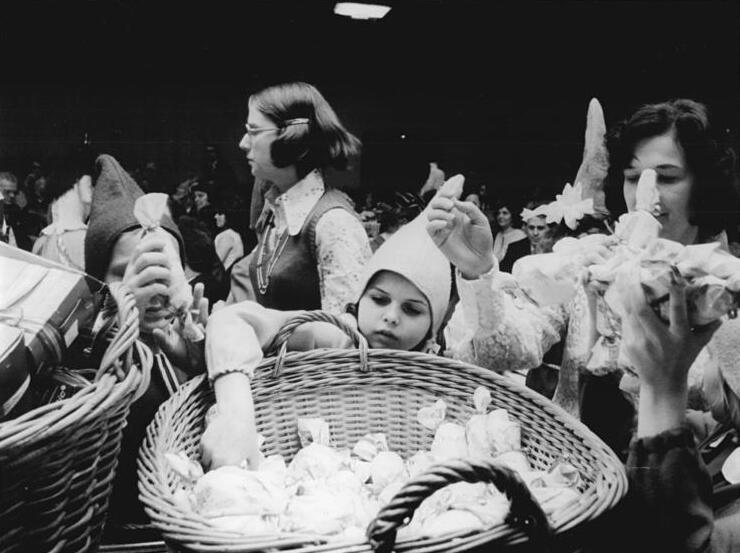
nieuwjaarsfeest, 1974
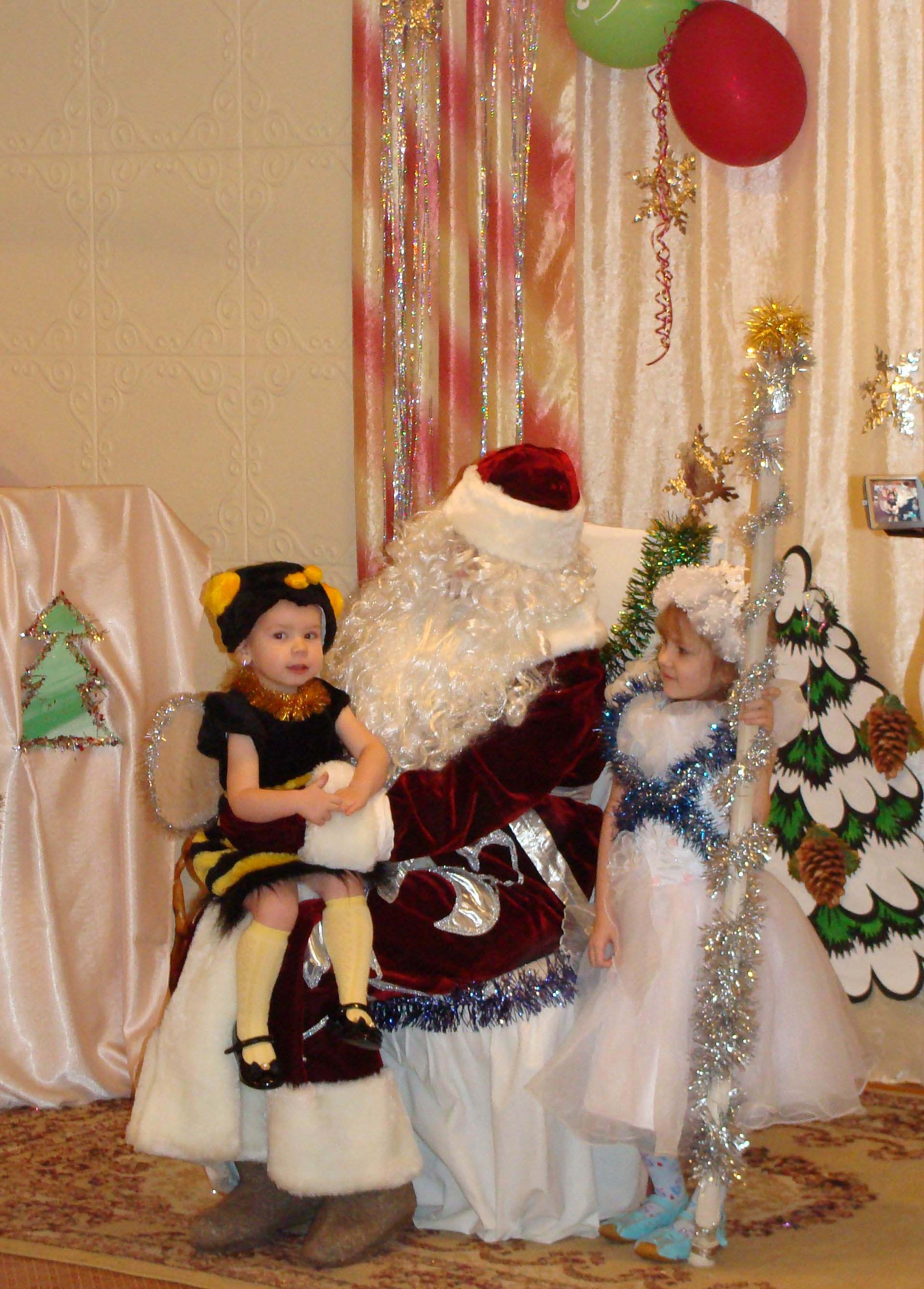
Ded Moroz